# Перета
Перета (груз. ფერეთა) — село в Грузії.
За даними перепису населення 2014 року в селі проживає 663 особи.